# Eugen Johansen
Eugen Johansen (n. 1 februarie 1892, Christiania, Suedia-Norvegia – d. 31 decembrie 1973, Ottestad, Hedmark, Norvegia) a fost un sportiv ce a reprezentat Norvegia, medaliat olimpic. A participat la 2 ediții ale Jocurilor Olimpice (1928, 1936) în care a câștigat o medalie de argint.